# Tr3s
Tr3s (früher MTV Tr3s) ist ein Ableger vom multinationalen Musiksender MTV und spielt hauptsächlich lateinamerikanische Musik und richtet sich somit an spanischsprachige Einwanderer in den USA. Zum Programm gehört Hip-Hop, Rock und Pop. Zudem gibt es aktuelle Nachrichten über Latinokultur, -künstler und -musik.
Das Programm ist seit dem 4. September 2006 in den USA zu empfangen.